# Ferrugem e Osso
De rouille et d'os (bra/prt: Ferrugem e Osso) é um filme franco-belga de 2012, do gênero drama romântico, dirigido por Jacques Audiard, com roteiro de Thomas Bidegain e do próprio diretor baseado nos contos "Rocket Ride" e "Rust and Bone", do livro Rust and Bone (2005) do canadense Craig Davidson.
O filme competiu pela Palma de Ouro no Festival de Cannes em 2012, onde foi aplaudido de pé durante 10 minutos ao final de sua exibição. Ganhou o prêmio de melhor filme no London Film Festival e também foi indicado ao SAG Awards de melhor atriz, recebeu duas indicações ao Globo de Ouro (melhor atriz drama e melhor filme estrangeiro), duas indicações ao BAFTA (melhor atriz e melhor filme estrangeiro) e nove indicações ao César, vencendo quatro, incluindo o prêmio de Ator Revelação para Matthias Schoenaerts.
A atriz Cate Blanchett escreveu um artigo para a Variety elogiando a atuação de Marion Cotillard no filme.

## Sinopse
No sul da França, Ali conhece Stéphanie após uma briga na boate onde ele trabalha como segurança. Ele é um boxeador e pai solteiro que faz bicos para se sustentar e conta com a ajuda da irmã, que o deixa morando na garagem, e Stéphanie é uma ex-treinadora de baleias que perde as pernas após um acidente. Os dois vivem uma história de amor imprevisível sobre todas as dificuldades, físicas e morais.

## Elenco
- Marion Cotillard ... Stéphanie
- Matthias Schoenaerts ... Ali
- Armand Verdure ... Sam
- Corinne Masiero ... Anna
- Céline Sallette ... Louise
- Bouli Lanners ... Martial
- Mourad Frarema ... Foued
- Jean-Michel Correia ... Richard
- Yannick Choirat ... Simon

## Prêmios e indicações
| Prêmio / Festival                             | Categoria                               | Recipiente(s)                                             | Resultado |
| --------------------------------------------- | --------------------------------------- | --------------------------------------------------------- | --------- |
| Festival de Cannes                            | Palme d'Or                              | Jacques Audiard                                           | Indicado  |
| Globo de Ouro                                 | Melhor Atriz                            | Marion Cotillard                                          | Indicado  |
| Globo de Ouro                                 | Melhor Filme Estrangeiro                | Jacques Audiard                                           | Indicado  |
| Broadcast Film Critics Association            | Melhor Atriz                            | Marion Cotillard                                          | Indicado  |
| Broadcast Film Critics Association            | Melhor Filme Estrangeiro                | Jacques Audiard                                           | Indicado  |
| Screen Actors Guild Awards                    | Melhor Atriz                            | Marion Cotillard                                          | Indicado  |
| BAFTA                                         | Melhor Atriz                            | Marion Cotillard                                          | Indicado  |
| BAFTA                                         | Melhor Filme em Língua não-Inglesa      | Jacques Audiard                                           | Indicado  |
| César Awards                                  | Melhor Filme                            | Jacques Audiard                                           | Indicado  |
| César Awards                                  | Melhor Diretor                          | Jacques Audiard                                           | Indicado  |
| César Awards                                  | Melhor Atriz                            | Marion Cotillard                                          | Indicado  |
| César Awards                                  | Ator Revelação                          | Matthias Schoenaerts                                      | Venceu    |
| César Awards                                  | Melhor Roteiro Adaptado                 | Jacques Audiard e Thomas Bidegain                         | Venceu    |
| César Awards                                  | Melhor Trilha Sonora Original           | Alexandre Desplat                                         | Venceu    |
| César Awards                                  | Melhor Fotografia                       | Stéphane Fontaine                                         | Indicado  |
| César Awards                                  | Melhor Edição                           | Juliette Welfling                                         | Venceu    |
| César Awards                                  | Melhor Som                              | Brigitte Taillandier, Pascal Villard and Jean-Paul Hurier | Indicado  |
| BFI London Film Festival                      | Melhor Filme                            | Jacques Audiard                                           | Venceu    |
| Lumiere Awards                                | Melhor Diretor                          | Jacques Audiard                                           | Venceu    |
| Lumiere Awards                                | Melhor Roteiro                          | Jacques Audiard e Thomas Bidegain                         | Venceu    |
| Lumiere Awards                                | Melhor Atriz                            | Marion Cotillard                                          | Indicado  |
| Lumiere Awards                                | Melhor Ator                             | Matthias Schoenaerts                                      | Indicado  |
| Lumiere Awards                                | Melhor Filme                            | Jacques Audiard                                           | Indicado  |
| Étoiles d'Or                                  | Melhor Filme                            | Jacques Audiard                                           | Venceu    |
| Étoiles d'Or                                  | Melhor Atriz                            | Marion Cotillard                                          | Venceu    |
| Étoiles d'Or                                  | Ator Revelação                          | Matthias Schoenaerts                                      | Venceu    |
| Étoiles d'Or                                  | Melhor Roteiro                          | Jacques Audiard e Thomas Bidegain                         | Venceu    |
| Globes de Cristal                             | Melhor Filme                            | Jacques Audiard                                           | Venceu    |
| Globes de Cristal                             | Melhor Atriz                            | Marion Cotillard                                          | Venceu    |
| Valladolid International Film Festival        | Melhor Ator                             | Matthias Schoenaerts                                      | Venceu    |
| Valladolid International Film Festival        | Melhor Diretor                          | Jacques Audiard                                           | Venceu    |
| Valladolid International Film Festival        | Melhor Roteiro                          | Jacques Audiard, Thomas Bidegain, Craig Davidson          | Venceu    |
| Cabourg Romantic Film Festival                | Melhor Filme                            | Jacques Audiard                                           | Venceu    |
| Festival de Cinema de Telluride               | Silver Medallion                        | Marion Cotillard                                          | Venceu    |
| AACTA Awards                                  | Melhor Atriz Internacional              | Marion Cotillard                                          | Indicado  |
| Goya Awards                                   | Melhor Filme Europeu                    |                                                           | Indicado  |
| London Film Critics' Circle                   | Filme Estrangeiro do Ano                |                                                           | Venceu    |
| London Film Critics' Circle                   | Technical Achievement Award             | Alexandre Desplat (music)                                 | Indicado  |
| Magritte Awards                               | Melhor Ator                             | Matthias Schoenaerts                                      | Indicado  |
| Magritte Awards                               | Melhor Co-Produção Estrangeira          |                                                           | Indicado  |
| Magritte Awards                               | Melhor Ator Coadjuvante                 | Bouli Lanners                                             | Venceu    |
| Hollywood Film Festival                       | Atriz do Ano                            | Marion Cotillard                                          | Venceu    |
| Independent Spirit Awards                     | Melhor Filme Estrangeiro                | Jacques Audiard                                           | Indicado  |
| British Independent Film Awards               | Melhor Filme Internacional Independente |                                                           | Indicado  |
| Chlotrudis Awards                             | Melhor Atriz                            | Marion Cotillard                                          | Indicado  |
| Chlotrudis Awards                             | Melhor Ator                             | Matthias Schoenaerts                                      | Indicado  |
| Chlotrudis Awards                             | Melhor Diretor                          | Jacques Audiard                                           | Indicado  |
| David di Donatello Awards                     | Melhor Filme Europeu                    | Jacques Audiard                                           | Indicado  |
| Hawaii International Film Festival            | Melhor Atriz                            | Marion Cotillard                                          | Venceu    |
| Hawaii International Film Festival            | Melhor Filme                            | Jacques Audiard                                           | Indicado  |
| Irish Film and Television Awards              | Melhor Atriz Internacional              | Marion Cotillard                                          | Venceu    |
| Sant Jordi Awards                             | Melhor Atriz Estrangeira                | Marion Cotillard                                          | Venceu    |
| Vancouver Film Critics Circle                 | Melhor Atriz                            | Marion Cotillard                                          | Indicado  |
| Online Film Critics Society                   | Melhor Filme em Língua Não-Inglesa      |                                                           | Indicado  |
| Dublin Film Critics Circle                    | Melhor Filme                            |                                                           | Indicado  |
| Dublin Film Critics Circle                    | Melhor Atriz                            | Marion Cotillard                                          | Indicado  |
| Dublin Film Critics Circle                    | Melhor Ator                             | Matthias Schoenaerts                                      | Indicado  |
| Rembrandt Awards                              | Melhor Atriz Internacional              | Marion Cotillard                                          | Indicado  |
| International Cinephile Society               | Melhor Filme em Língua Não-Inglesa      |                                                           | Indicado  |
| International Cinephile Society               | Melhor Atriz                            | Marion Cotillard (segundo lugar)                          | Venceu    |
| International Cinephile Society               | Melhor Roteiro Adaptado                 | Jacques Audiard e Thomas Bidegain                         | Indicado  |
| North Carolina Film Critics Association       | Melhor Filme em Língua Estrangeira      | Jacques Audiard                                           | Indicado  |
| Georgia Film Critics Association              | Melhor Filme                            | Jacques Audiard                                           | Indicado  |
| Georgia Film Critics Association              | Melhor Filme Estrangeiro                | Jacques Audiard                                           | Indicado  |
| Georgia Film Critics Association              | Melhor Atriz                            | Marion Cotillard                                          | Indicado  |
| Georgia Film Critics Association              | Melhor Ator                             | Matthias Schoenaerts                                      | Indicado  |
| Georgia Film Critics Association              | Melhor Roteiro Adaptado                 | Jacques Audiard and Thomas Bidegain                       | Indicado  |
| Chicago Film Critics Association              | Melhor Filme Estrangeiro                | Jacques Audiard                                           | Indicado  |
| World Soundtrack Awards                       | Soundtrack Composer of the Year         | Alexandre Desplat                                         | Indicado  |
| Houston Film Critics Society                  | Melhor Filme Estrangeiro                | Jacques Audiard                                           | Indicado  |
| Washington D.C. Area Film Critics Association | Melhor Atriz                            | Marion Cotillard                                          | Indicado  |
| Washington D.C. Area Film Critics Association | Melhor Filme Estrangeiro                | Jacques Audiard                                           | Indicado  |